# Lobopodia
Lobopodia là một ngành của Panarthropoda. Các hóa thạch được biết đến như Hallucigenia và Aysheaia.

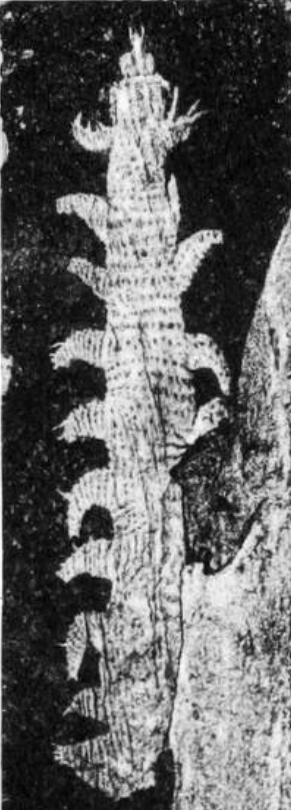
Aysheaia

## Phân bố
Trong kỷ Cambri, các loài của ngành Lobopodia đã thể hiện mức độ đa dạng sinh học đáng kể. Trong kỷ Ordovic và kỷ Silur chỉ có một loài được biết, và một số loài cũng biết đến là sống vào kỷ Than Đá.

## Chi được mô tả
- Antennacanthopodia[9]
- Aysheaia[10]
- Carbotubulus[11]
- Cardiodictyon[12]
- Collinsium[13]
- Collinsovermis[14]
- Diania[15][16]
- Facivermis[17]
- Fusuconcharium[18]
- Hadranax[19]
- Hallucigenia[20][21][22][23]
- Jianshanopodia[24]
- Kerygmachela[25][26][27]
- Lenisambulatrix[28]
- Luolishania[21] (=Miraluolishania)[29][17]
- Megadictyon[30][31]
- Microdictyon[32]
- Onychodictyon[33]
- Orstenotubulus[34]
- Ovatiovermis[35]
- Pambdelurion[36][37][38]
- Paucipodia[39][40]
- Quadratapora[18]
- Siberion[41]
- Thanahita[42]
- Tritonychus[43]
- Xenusion[44]